# Fabien Baïardi
Fabien Baïardi est un acteur français.

## Biographie
Après avoir suivi une formation au conservatoire d'art dramatique de Montpellier de 1996 à 1998, Fabien Baïardi intègre le cours Périmony, à Paris, de 1999 à 2001,.

## Filmographie

### Cinéma
- 2010 : Je vous aime très beaucoup de Philippe Locquet : le père de Johnny
- 2011 : Celles qui aimaient Richard Wagner de Jean-Louis Guillermou : Jean-Claude
- 2012 : La Mer à boire de Jacques Maillot (réalisateur) : l'ouvrier
- 2012 : De rouille et d'os de Jacques Audiard : le dragueur
- 2013 : Les Invincibles (Les Boulistes) de Frédéric Berthe : le gendarme 2
- 2014 : Grace de Monaco d'Olivier Dahan : le policier du marché[3]
- 2014 : Mea Culpa de Fred Cavayé : le père mafieux
- 2014 : Fiston de Pascal Bourdiaux : le boulanger
- 2014 : Avis de mistral de Rose Bosch : Capitaine Marangoni
- 2015 : Maryland d'Alice Winocour : policier interrogatoire Jessie
- 2015 : De sas en sas de Rachida Brakni : surveillant guérite des réservations
- 2015 : Mauvais œil : l'huissier
- 2018 : Les Aventures de Spirou et Fantasio d'Alexandre Coffre : l'homme aux bagages
- 2018 : J'ai perdu Albert de Didier van Cauwelaert : le père de Chloé
- 2018 : Gueule d'ange de Vanessa Filho : Francis
- 2019 : Douze mille de Nadège Trebal : le syndicaliste
- 2022 : Mascarade de Nicolas Bedos : mec frimeur du bateau

### Télévision
- 2007 : Valentine et Cie (téléfilm) de Patrice Martineau : Livreur 1
- 2008 : Une maman pour un cœur (téléfilm) de  Patrice Martineau : le gardien de l'aéroport
- 2008 : Une femme d'honneur (saison 11, épisode 2 - l'Ange noir) de Jean-Marc Seban : Philippe, le capitaine de gendarmerie.
- 2008 : Action spéciale douanes (saison 1, épisodes 1, 2, 3 et 4) : Baretta
- 2008 : Sous le soleil (saison 12, 13, 14) : Simeoni
- 2009 : Clem saison 1, épisode 2
- 2010 : Sur le fil (saison 3, épisode 3, « Direct live ») : Louvion
- 2010 : RIS police scientifique (saison 5, épisode 10, « Dernier Voyage ») : le pilote
- 2011 : Week-end chez les toquées (saison 2, épisode 1) : Yves
- 2011 : Plus belle la vie (saison 8) : Benjamin
- 2013 : Caïn (saison 2, épisode 5 - L'île) : Canuzzi
- 2014 : Sous le soleil de Saint-Tropez (saison 1, épisode 7) : un policier
- 2013 : Un homme au pair (téléfilm) de Laurent Dussaux : homme 1
- 2014 : Deux flics sur les docks (épisode 8, « Chapelle ardente ») : Davy Chaouche
- 2014 : Ça va passer... Mais quand ? (téléfilm) de Stéphane Kappes : Laurent
- 2014 : Sous le soleil de Saint-Tropez (saison 2, épisodes 2 et 16) : Simeoni
- Depuis 2014 :  Alex Hugo : Tony Leblanc
- 2015 : Le Bureau des légendes (saison 1, épisodes 3 et 9) : Michel
- 2015 : Section de recherches saison 9, épisode 4 : le patron de Manuel
- 2015 : Les Années perdues de Nicolas Picard-Dreyfuss : Thierry Corcieux
- 2015 : No Limit saison 3, épisode 8 : le chef de la sécurité
- 2016 : Cherif (saison 3, épisode 4 « À la folie »)
- 2016 : Box 27 (téléfilm) d'Arnaud Sélignac : Homme chauve école
- 2016 : La Vengeance aux yeux clairs saison 1, épisode 4 l'ombre d'un doute : Pascal Milacci
- 2017 : Contact (saison 2) : Patrice Ducret
- 2018 : Crimes parfaits (saison 2, épisode 6 le grand saut) : le médecin pompier
- 2018 : Section de recherches (saison 12, épisode 1) : Morvan
- 2018 : Léo Matteï, Brigade des mineurs (saison 5, épisode 1) : Julien Desmarais
- 2019 : Les Ombres rouges de Sébastien Le Délézir : Imanol
- 2019 : Tandem (saison 3, épisode 7, « Mort aux Alizés ») : Julien Garnier
- 2019 : Brûlez Molière ! (téléfilm) de Jacques Malaterre : Président Lamoignon
- 2020 : Meurtres à... L'Archer Noir : le major des archives militaires
- 2020 : Ils étaient dix (saison 1, épisodes 3 et 5) : le responsable de l'aérodrome
- 2020 : Grand Hôtel (épisode 4) : client monsieur Clément
- 2020 : Une si longue nuit (saison 1, épisodes 3 et 4) : le surveillant
- 2021 : La mort est dans le pré (téléfilm) d'Olivier Langlois : Lionel Crosse
- 2022 : Marianne (saison 1, épisode 6 « L'Immortelle ») : Olivier Castenet
- 2022 : De miel et de sang de Lou Jeunet : Antoine Bernier
- 2023 : Meurtres à Arles d'Octave Raspail : Julien Brunet
- 2024 : Tom et Lola (saison 1, épisode 8) d'Octave Raspail : Marc